# Tabaporã
Tabaporã est une municipalité brésilienne située dans l'État du Mato Grosso.